# Piazza
Wilson da Silva Piazza, también conocido como Piazza (Ribeirão das Neves, Brasil, 25 de febrero de 1943), es un ex-jugador de fútbol brasileño.  

## Clubes
- 1961-1964: Renasença (Minas Gerais)
- 1964-1979: Cruzeiro Esporte Clube (Brasil)

## Selección nacional

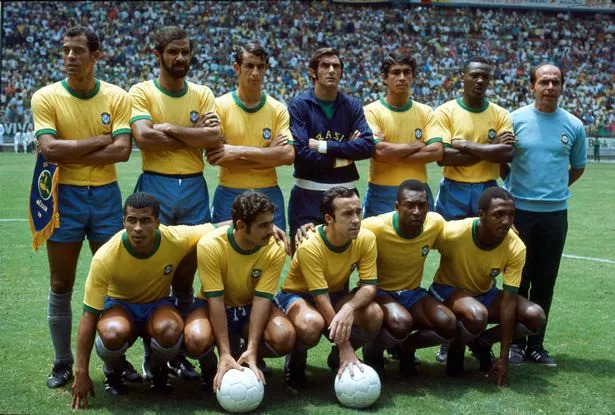
Selección de fútbol de Brasil en 1970.

Fue jugador de la selección nacional de Brasil en los Mundiales de 1970 y 1974, apareciendo en seis partidos en 1970, incluyendo la final.

## Palmarés

### Como futbolista

#### Títulos regionales
| Título             | Equipo                 | Estado       | Año  |
| ------------------ | ---------------------- | ------------ | ---- |
| Campeonato Mineiro | Cruzeiro Esporte Clube | Minas Gerais | 1966 |
| Campeonato Mineiro | Cruzeiro Esporte Clube | Minas Gerais | 1967 |
| Campeonato Mineiro | Cruzeiro Esporte Clube | Minas Gerais | 1968 |
| Campeonato Mineiro | Cruzeiro Esporte Clube | Minas Gerais | 1969 |
| Campeonato Mineiro | Cruzeiro Esporte Clube | Minas Gerais | 1972 |
| Campeonato Mineiro | Cruzeiro Esporte Clube | Minas Gerais | 1973 |
| Campeonato Mineiro | Cruzeiro Esporte Clube | Minas Gerais | 1974 |
| Campeonato Mineiro | Cruzeiro Esporte Clube | Minas Gerais | 1975 |
| Campeonato Mineiro | Cruzeiro Esporte Clube | Minas Gerais | 1977 |

#### Títulos nacionales
| Título      | Equipo                 | País   | Año  |
| ----------- | ---------------------- | ------ | ---- |
| Taça Brasil | Cruzeiro Esporte Clube | Brasil | 1966 |

#### Títulos internacionales
| Título            | Equipo                 | Sede     | Año  |
| ----------------- | ---------------------- | -------- | ---- |
| Copa del Mundo    | Selección de Brasil    | México   | 1970 |
| Copa Libertadores | Cruzeiro Esporte Clube | Santiago | 1976 |